# Hùng Vương thứ I
Hùng Vương thứ I là một vị vua truyền thuyết trong lịch sử Việt Nam. Ông là người có công thành lập nước Văn Lang.